# Malediven op de Olympische Zomerspelen 1996
De Malediven namen deel aan de Olympische Zomerspelen 1996 in Atlanta in de Verenigde Staten.
De delegatie uit de Malediven telde 6 atleten, waarvan 5 mannen en 1 vrouw, die deelnamen aan 6 onderdelen in 2 sporten. 
In de globale medaillestand kwam de Malediven niet voor.

## Deelnemers en resultaten

### Atletiek
| Olympiër                                               | Discipline | Resultaat | Prestatie                |
| ------------------------------------------------------ | ---------- | --------- | ------------------------ |
| Mohamed Amir                                           | 400m (m)   | 55e       | serie 4: 8ste in 49,67   |
| Naseer Ismail                                          | 800m (m)   | 53e       | serie 4: 8ste in 1.58,70 |
| Hussain Riyaz                                          | 1500m (m)  | 56e       | serie 3: 12de in 4.15,14 |
| Ahmed Shageef Mohamed Amir Naseer Ismail Hussain Riyaz | 4x400m (m) | 32e       | serie 4: 6de in 3.24,88  |
|                                                        |            |           |                          |
| Yaznee Nasheeda                                        | 800m (v)   | 33e       | serie 3: 7de in 2.36,85  |

### Zwemmen
| Olympiër    | Discipline         | Resultaat | Prestatie             |
| ----------- | ------------------ | --------- | --------------------- |
| Moosa Nazim | 50m vrije slag (m) | 61e       | serie 1: 2de in 28,37 |

Afghanistan · Albanië · Algerije · Amerikaanse Maagdeneilanden · Amerikaans-Samoa · Andorra · Angola · Antigua‑Barbuda · Argentinië · Armenië · Aruba · Australië · Azerbeidzjan · Bahama's · Bahrein · Bangladesh · Barbados · België · Belize · Benin · Bermuda · Bhutan · Bolivia · Bosnië en Herzegovina · Botswana · Brazilië · Britse Maagdeneilanden · Brunei · Bulgarije · Burkina Faso · Burundi · Cambodja · Canada · Centraal-Afrikaanse Republiek · Chili · China · Chinees Taipei · Colombia · Comoren · Congo-Brazzaville · Cookeilanden · Costa Rica · Cuba · Cyprus · Denemarken · Djibouti · Dominica · Dominicaanse Republiek · Duitsland · Ecuador · Egypte · El Salvador · Equatoriaal-Guinea · Estland · Ethiopië · Fiji · Filipijnen · Finland · Frankrijk · Gabon · Gambia · Georgië · Ghana · Grenada · Griekenland · Groot-Brittannië · Guam · Guatemala · Guinee · Guinee-Bissau · Guyana · Haïti · Honduras · Hongarije · Hongkong · Ierland · IJsland · India · Indonesië · Irak · Iran · Israël · Italië · Ivoorkust · Jamaica · Japan · Jemen · Joegoslavië · Jordanië · Kaaimaneilanden · Kaapverdië · Kameroen · Kazachstan · Kenia · Kirgizië · Koeweit · Kroatië · Laos · Lesotho · Letland · Libanon · Liberia · Libië · Liechtenstein · Litouwen · Luxemburg ·  Macedonië · Madagaskar · Malawi · Malediven · Maleisië · Mali · Malta · Marokko · Mauritanië · Mauritius · Mexico · Moldavië · Monaco · Mongolië · Mozambique · Myanmar · Namibië · Nauru · Nederland · Nederlandse Antillen · Nepal · Nicaragua · Nieuw-Zeeland · Niger · Nigeria · Noord-Korea · Noorwegen · Oeganda · Oekraïne · Oezbekistan · Oman · Oostenrijk · Pakistan · Palestina · Panama · Papoea-Nieuw-Guinea · Paraguay · Peru · Polen · Portugal · Puerto Rico · Qatar · Roemenië · Rusland · Rwanda · Saint Kitts en Nevis · Saint Lucia · Saint Vincent en Grenadines · Salomonseilanden · Samoa · San Marino · Sao Tomé en Principe · Saoedi-Arabië · Senegal · Seychellen · Sierra Leone · Singapore · Slovenië · Slowakije · Soedan · Somalië · Spanje · Sri Lanka · Suriname · Swaziland · Syrië · Tadzjikistan · Tanzania · Thailand · Togo · Tonga · Trinidad en Tobago · Tsjaad · Tsjechië · Tunesië · Turkije · Turkmenistan · Uruguay · Vanuatu · Venezuela · Verenigde Arabische Emiraten · Verenigde Staten · Vietnam · Wit-Rusland · Zaïre · Zambia · Zimbabwe · Zuid-Afrika · Zuid-Korea · Zweden · Zwitserland